# Marnix Gijsen
Marnix Gijsen 20 octombrie 1899 -  29 septembrie, 1984) a fost un scriitor flamand. Numele său real era Jan-Albert, Baron Goris.